# Asclépiade de Myrlée
Pour les articles homonymes, voir Asclépiade.
Asclépiade de Myrlée est un historien et grammairien grec, né à Myrlée en Bithynie. Il a vécu vers l'an 200 avant notre ère.

## Sources